# Armstrong Manufacturing Company

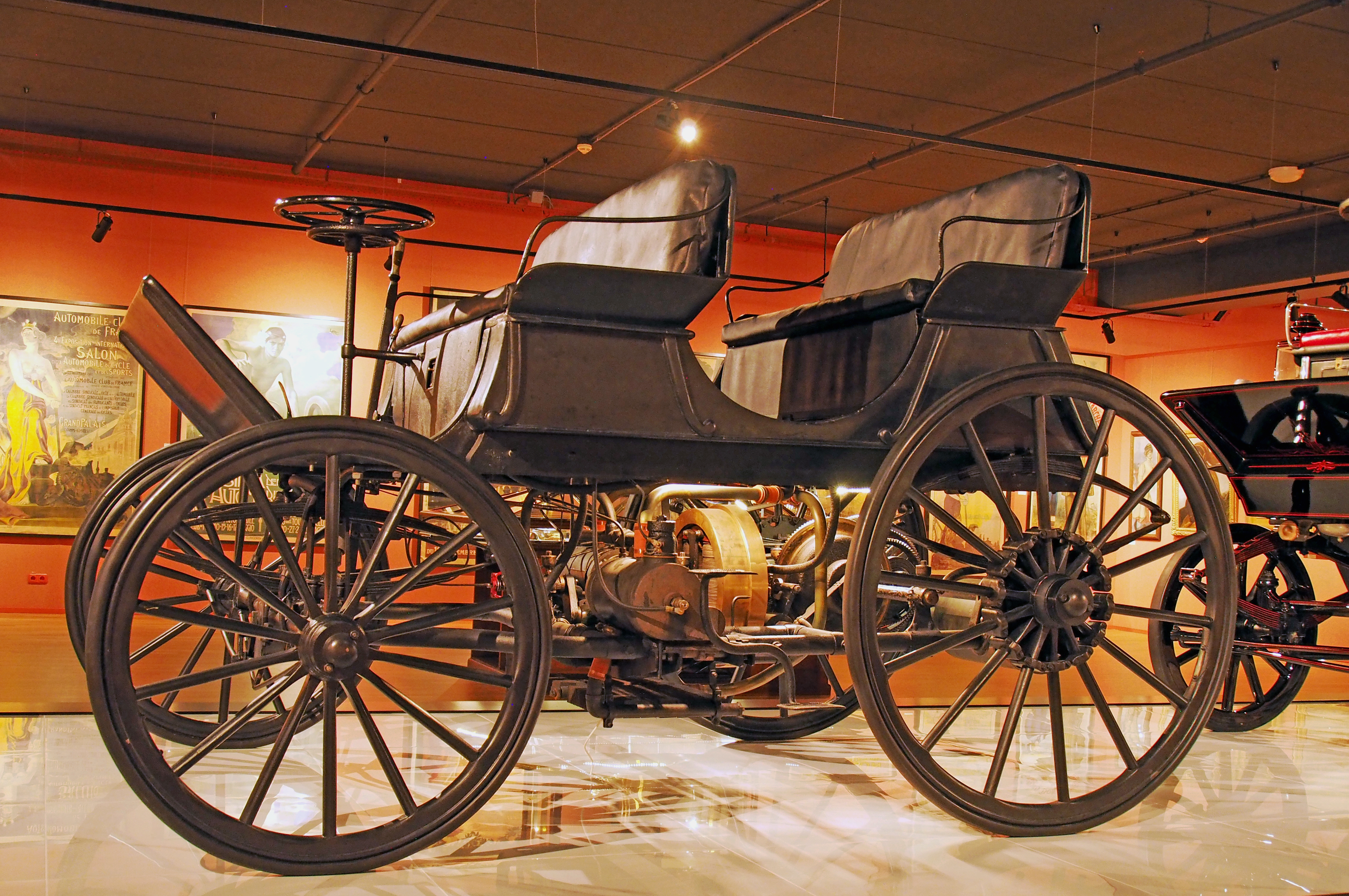
Armstrong Phaeton Benzin-Elektro-Hybrid (von 1896) im Louwman Museum in Den Haag, Niederlande

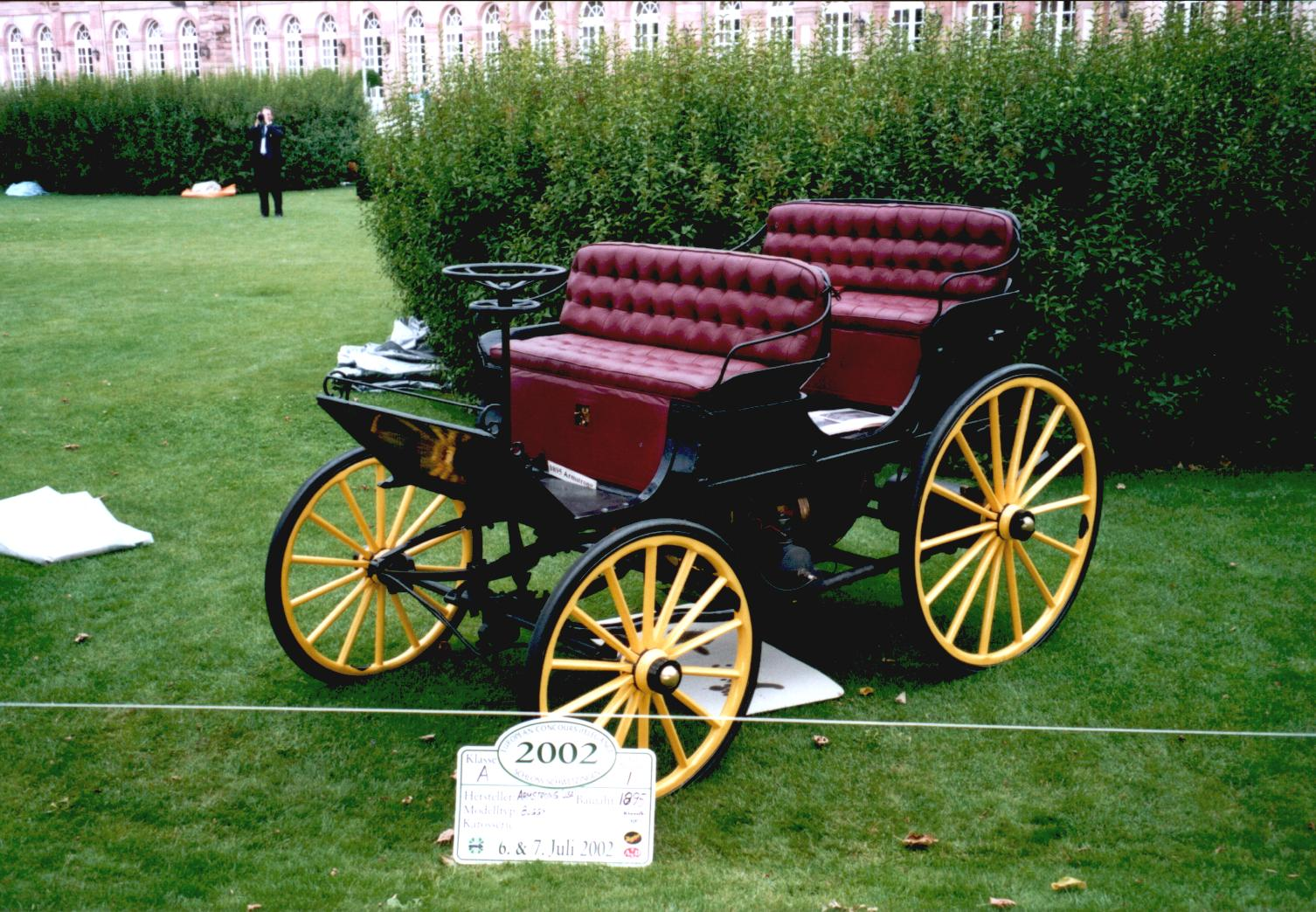
Armstrong von 1896

Armstrong Manufacturing Company war ein US-amerikanisches Unternehmen.

## Unternehmensgeschichte
Frank Armstrong und Henry House begannen 1870 mit dem Bau von Werkzeugen und Maschinen. 1872 gründeten sie das Unternehmen an der Knowlton Street in Bridgeport in Connecticut. 1883 verließ House das Unternehmen, woraufhin Armstrong eine neue Fabrik baute. Ein Katalog von 1887 beinhaltet Kundenzuschriften, die bis 1884 zurückgehen. 1896 entstand wahrscheinlich nur ein Automobil. Der Markenname lautete Armstrong. Das Fahrzeug existiert noch. Es steht im Louwman Museum in Den Haag (Niederlande).
Es ist unklar, ob das Unternehmen identisch ist mit der Gesellschaft namens United Pattern Company, die am 2. März 1886 in der gleichen Stadt als Armstrong Manufacturing Company gegründet, 1952 umbenannt und 1980 aufgelöst wurde. Firmierung, Stadt und Branche sprechen dafür, die Jahresangaben dagegen.

## Fahrzeuge
Es gibt nur Daten des überlebenden Fahrzeugs. Es hat einen Zweizylinder Ottomotor mit 6500 cm³ Hubraum, eine nicht sehr leistungsstarke Batterie, die mit einem Dynamo-Schwungrad verbunden ist, und einen Gleichstromgenerator. Außerdem besitzt das Fahrzeug eine elektromagnetische Kupplung und ein Dreigang-Automatikgetriebe. Die Motorleistung wird über Riemen an die Hinterachse übertragen. Die maximale Höchstgeschwindigkeit beträgt 35 km/h. 
Es war das weltweit wahrscheinlich erste Hybridelektrokraftfahrzeug. Das von Harry E. Dey entwickelte Fahrzeug wurde bei Armstrong für die Roger American Mechanical Carriage Company gebaut. Der Radstand beträgt 188 cm. Die offene Karosserie bietet Platz für vier Personen. Das Fahrzeug nahm 2002 an einem Concours d’Elegance in Schwetzingen teil. 2005 stand es in der Loder-Sammlung in Lower Beeding in England und 2012 im Bexhill-Museum in Bexhill-on-Sea. Im Oktober 2014 bot das RM Auctions das Fahrzeug auf einer Versteigerung an. Das Auktionshaus Bonhams versteigerte das Fahrzeug am 10. März 2016 für rund 400.000 Euro.